# Tartar (Fluss)
Der Tartar, auf Deutsch auch Terter (armenisch Թարթառ, aserbaidschanisch Tərtərçay, teilweise nur Tərtər), ist ein 184 km langer rechter Nebenfluss der Kura, des größten Flusses des Kaukasus.
Er entspringt im Bergland von Bergkarabach nahe der Grenze zu Armenien. Von dort fließt er hauptsächlich ostwärts zunächst durch Kəlbəcər und dann an der Südflanke des Murovdağ-Gebirgszugs entlang durch einen Canyon und vorbei am Kloster Dadiwank. Weitere 40 Kilometer flussabwärts wird der Tartar durch eine 1976 erbaute Talsperre zum Sarsang-Stausee aufgestaut. Schließlich erreicht der Fluss vor dem Ort Tərtər die Kura-Aras-Niederung, wo er dann in die Kura mündet. Der Tartar hat einen rechten (aserbaidschanisch Turağayçay) und zwei linke (aserbaidschanisch Levçay, Ağdabançay) größere Nebenflüsse.
Politisch gesehen standen der Oberlauf und der Mittellauf des Tartar bis kurz vor Tərtər bis 2020 unter Kontrolle der international nicht anerkannten Republik Bergkarabach. Im Unterlauf durchströmt der Fluss die aserbaidschanischen Rayons (Bezirke) Kəlbəcər, Ağdam, Bərdə und Tərtər.